# 산티아고 카스트로 (2004년)
산티아고 카스트로(스페인어: Santiago Tomás Castro, 2004년 9월 18일~)는 아르헨티나의 축구 선수로, 볼로냐와 아르헨티나 연령별 대표팀에서 공격수로 활동하고 있다.

## 구단 경력
2021년 8월 3일, 아틀레티코 투쿠만과의 경기에서 데뷔했다. 2023년 3월에 2025년 12월 31일까지 구단과의 계약을 연장했다.
2024년 1월 30일, 이탈리아 볼로냐와 계약했다.  5월 20일, 유벤투스와의 경기에서 첫 득점과 도움을 기록했다.